# Jan Pavlis sr.
Jan (Hans) Pavlis sr. (Zdice 13 mei 1819 – Praag, 28 mei 1880) was een Boheems componist, muziekpedagoog, dirigent, trompettist en trombonist. Zijn zoon Jan Pavlis jr. was eveneens componist en dirigent.

## Levensloop
Pavlis studeerde van 1834 tot 1840 aan het Státní konservatori hudby v Praze te Praag muziektheorie, compositie, orkestdirectie, trompet en trombone. In 1840 werd hij kapelmeester van de militaire muziekkapel van het 3e huzarenregiment. Vanwege gezondheidsredenen verliet hij in 1842 de militaire dienst en werd in 1843 trombonist in het operaorkest van het Statentheater (Stavovské divadlo). In 1855 werd hij directeur van de in 1850 door J.V. Svoboda opgerichte Verein für Hebung und Förderung der Militärmusik in Böhmen, die ook een school voor toekomstige militaire muzikanten onderhield. In deze school leidde Pavlis vele muzikanten op, vooral blazers. In 1867 en 1868 was hij docent voor trompet en trombone aan het Praags conservatorium. 
Als componist schreef hij vooral werken voor harmonieorkest. In 1865 publiceerde hij een methode voor flügelhorn, die ook voor de opleiding aan instrumenten met dezelfde applicatuur (cornet, Tenorhorn) ingezet werd. Pavlis richtte in Praag het Zentralinstitut für musikalische Interessen op. 

## Composities

### Werken voor harmonieorkest
- 1857 Des Kriegers Lust, drie marsen
- 1864 Glück auf!
- 1866 Avantgarden Marsch
- 1866 Corsaren-Marsch
- 1866 Trautenauer Marsch
- Clam-Gallas-Defilier-Marsch
- Demoiselle L. Philippo de Paris, grote selectie
- Dschintarata
- Ein Freiwilliger, mars
- Filippo-Marsch
- Hab acht, mars
- Hej Slované!, polka
- Marsch der Sokolisten
- Phantasie über Böhmische Lieder, fantasie
- Phantasie über ein Motiv aus der Oper "Wilhelm Tell", fantasie
- Pschütt!, polka
- Réminiscences
- Serbischer Marsch

## Publicaties
- Schematismus Österreichischer Militärmusiker, 1865.